# EUTM Mali
EUTM Mali (EU training mission in Mali) is een multinationale militaire trainingsmissie van de Europese Unie die erop gericht is het Malinese leger op te leiden en te hervormen. De EU zal instaan voor militaire training en voor training en advies op het vlak van bevelvoering en controle, logistiek, internationaal humanitair recht en de bescherming van burgers en de rechten van de mens. De missie zal niet betrokken raken bij gevechtsoperaties.
Op 17 januari 2013 gaven de ministers van Buitenlandse Zaken van de Europese Unie op een spoedvergadering in Brussel hun toestemming voor de zending. De vergadering was er gekomen op vraag van de Franse minister van Buitenlandse Zaken Laurent Fabius, nadat Frankrijk een week eerder een militaire operatie was gestart tegen rebellen van Al Qaida in de Islamitische Maghreb in Noord-Mali.
De missie duurt in eerste instantie 15 maanden, tot maart 2014, en er worden ongeveer 450 tot 500 militairen ingezet, onder andere instructeurs en ondersteunende manschappen. De kostprijs ervan wordt geraamd op 12,3 miljoen euro. De missie staat onder het bevel van de Franse brigadier-generaal François Lecointre. Het hoofdkwartier bevindt zich in Bamako.
Begin september 2013 werd bekendgemaakt dat de Europese ministers van Defensie in Vilnius beslist hadden om de missie met een jaar te verlengen, zodat het volledige Malinese leger kan opgeleid worden. De oorspronkelijke bedoeling was om vier bataljons van 700 man elk op te leiden.